# Mauricio Mazzetti
Mauricio Matías Mazzetti Latini (Córdoba, Provincia de Córdoba, Argentina, 18 de junio de 1986) es un exfutbolista y profesor de Educación Física argentino. Jugó como defensa central.

## Trayectoria
En Talleres de Córdoba comenzó haciendo las inferiores a la edad de 5 años, pero dos años después debió recalar en las divisiones menores del club San Lorenzo de Las Flores de Córdoba para luego a los 16 años retornar a las inferiores de la «T» cordobesa. En 2004 hizo su debut profesional en Talleres con el que disputó cuatro temporadas Aquí compartió la defensa con Marco Torsiglieri, tuvo como compañero de equipo también a Javier Pastore. En 2008, tras tener poco lugar en el primer equipo del «Albiazul» pasó a Racing de Córdoba para disputar el Torneo Argentino A.
Dos años después decidió descender una categoría, es decir, al Argentino B, fichando por Trinidad de San Juan. En 2011, decidió probar suerte en Gimnasia y Esgrima de Mendoza donde jugó por un año.
A partir de allí comenzó su gira por Europa donde fichó primero por el FC Emmen de los Países Bajos, para luego en 2013 regresar a Sudamérica y jugar en el elenco boliviano Universitario de Sucre donde comparte el equipo con su compatriota Matías Manzano. A mediados de 2013 retornó al Viejo Continente y fichó por el AEK Kouklia FC de Chipre donde compartió el equipo con sus compatriotas Pablo Vranjicán y Nicolás de Bruno.
En 2014, fichó por el Dohuk FC, equipo que milita en la Primera División de Irak.
En el 2017 ficha por el Juan Aurich de Chiclayo para jugar el Campeonato Descentralizado 2017 y la Copa Conmebol Sudamericana 2017. El bajo rendimiento que tuvo en el equipo hizo que finalmente a mitad de año la directiva decida prescindir de sus servicios. Tras ello, Mazzetti se retiró del fútbol profesional y actualmente es docente de Educación Física en su país y jugador del equipo de fútbol amateur, La vieja Señora, que actualmente participa en el torneo Golden de dicha ciudad.

## Clubes
| Club                   | País         | Año         |
| ---------------------- | ------------ | ----------- |
| Talleres (C)           | Argentina    | 2004 - 2008 |
| Racing (C)             | Argentina    | 2008 - 2010 |
| Atlético Trinidad      | Argentina    | 2010 - 2011 |
| Gimnasia y Esgrima (M) | Argentina    | 2011 - 2012 |
| FC Emmen               | Países Bajos | 2012        |
| Universitario de Sucre | Bolivia      | 2013        |
| AEK Kouklia FC         | Chipre       | 2013 - 2014 |
| Duhok SC               | Irak         | 2014        |
| Qormi FC               | Malta        | 2014 - 2015 |
| Birkirkara FC          | Malta        | 2015 - 2016 |
| CS Cartaginés          | Costa Rica   | 2016        |
| Juan Aurich            | Perú         | 2017        |